# Los Seixos (Sant Martí de Canals)
Los Seixos és una gran partida rural del terme municipal de Conca de Dalt, a l'antic terme de Claverol, al Pallars Jussà, en territori dels pobles de Claverol (Conca de Dalt) i de Sant Martí de Canals. El lloc és al nord-oest de Sant Martí de Canals, i, més lluny, al sud/sud-oest de Claverol. Prop de la riba esquerra de la Noguera Pallaresa, a la cua del pantà de Sant Antoni, és entre el barranc de la Font d'Artic (al nord) i el barranc de Sant Martí (al sud). Segons Joan Coromines, un sas o un seix és un planell allargat en forma de terrassa, no àrida ni fèrtil, sovint amb conreus magres i coberta de matolls, que sovint solia estar plantat de vinya. Procedeix d'un ètim preromà, sasso-, emparentat amb una arrel indoeuropea, sasio-, que apareix associada al color gris.
Consta de 67,3589 hectàrees amb conreus de secà, ametllers, oliveres, zones de matolls, de bosquina i alguns trossos improductius. Està dividida en diverses parts, d'on el nom en plural: el Seix de Baix, el Seix de Dalt, el Cap del Seix, el Seix de Ron, a més de l'extens Seix i Fener.